# 19e cérémonie des Trophées du Film français
La 19e cérémonie des Trophées du Film français, organisée par le magazine Le Film français au Palais Brongniart à Paris le 14 février 2012, a récompensé les succès de l'année passée au cinéma et à la télévision.
Cette cérémonie s'est déroulée sous le haut patronage de Frédéric Mitterrand, ministre de la Culture et de la Communication, et d’Ernesto Mauri, président de Mondadori France, en partenariat avec le groupe TF1, uniFrance Films, Citroën, Gérard Darel et la SACEM.
Pour la première fois, un Trophée d’honneur a été décerné, ainsi qu’un Trophée uniFrance Films, qui récompense le film français ayant attiré le plus grand nombre de spectateurs en salle à l’étranger en 2011. Et pour la deuxième fois est décerné le Trophée du public TF1, choisi parmi les 15 plus gros succès français du box-office par les internautes des sites du groupe TF1. Cette année, 10 récompenses en tout ont été distribuées.

## Palmarès
Les gagnants sont indiqués ci-dessous en premier de chaque catégorie et en caractères gras.

### Trophée du Film français
- Intouchables de Éric Toledano et Olivier Nakache (Gaumont Distribution)

### Trophée de la personnalité de l'année
Élue par les lecteurs et internautes du Film français.
- Maïwenn, actrice, scénariste et réalisatrice.

### Trophée d'honneur
- décerné à Costa-Gavras pour l’ensemble de son œuvre.

### Trophée des trophées
- Intouchables de Éric Toledano et Olivier Nakache (Gaumont Distribution)

### Trophées duos réalisateur-producteur
Le jury duos réalisateur-producteur, qui s’est réuni le 10 janvier 2012 au restaurant L’ARC Paris, était composé de : Sophie Deschamps (SACD), Cécile Felsenberg (UBBA), Yaël Fogiel et Laetitia Gonzalez (Les Films du Poisson), Daniel Leconte (Film en stock) et Grégoire Melin (Kinology).

#### duo cinéma
- Michel Hazanavicius - Thomas Langmann (La Petite Reine) pour The Artist
  - Aki Kaurismäki - Fabienne Vonier (Pyramide Productions) pour Le Havre
  - Éric Toledano et Olivier Nakache - Nicolas Duval, Laurent Zeitoun et Yann Zenou (Quad productions) pour Intouchables

#### duo révélation
- Alix Delaporte - Hélène Cases (Lionceau Films) pour Angèle et Tony
  - Delphine et Muriel Coulin - Denis Freyd (Archipel 35) pour 17 filles
  - Katia Lewkowicz - Grégory Barrey (Panorama Films) pour Pourquoi tu pleures ?

#### duo fiction TV
- Adda Abdelli et Fabrice Chanut - Sophie Deloche (Astharté et Compagnie) et Philippe Braunstein (Les Films d'Avalon) pour Vestiaires
  - Kyan Khojandi et Bruno Muschio - Harry Tordjman (My Box Productions) pour Bref
  - Hamé et Ekoué - Gilles Galud (La Parisienne d'Images) pour De l'encre

### Trophée de la fiction unitaire
- Bienvenue aux Edelweiss de Stéphane Kappes (Boxeur de Lune)

### Trophée uniFrance films
Trophée récompensant un film français (langue française majoritaire), ayant attiré le plus grand nombre de spectateurs en salle à l’étranger en 2011.
- Rien à déclarer de Dany Boon (Pathé Distribution)

### Trophée de la première œuvre
- Case départ de Lionel Steketee, Thomas N'Gijol et  Fabrice Eboué (Mars Distribution)

### Trophée du public TF1
Élu par les internautes des sites du groupe TF1. Les nommés étaient les 15 films français ayant réalisé plus de 500 000 entrées France en 2011.
- Intouchables de Éric Toledano et Olivier Nakache
  - Un monstre à Paris de Bibo Bergeron
  - Les Femmes du 6e étage de Philippe Le Guay
  - Largo Winch 2 de Jérôme Salle
  - Les Tuche de Olivier Baroux
  - La Fille du puisatier de Daniel Auteuil
  - Rien à déclarer de Dany Boon
  - L'Élève Ducobu de Philippe de Chauveron
  - Bienvenue à bord de Éric Lavaine
  - Polisse de Maïwenn
  - Case départ de Lionel Steketee, Thomas N'Gijol et  Fabrice Eboué
  - The Artist de Michel Hazanavicius
  - Hollywoo de Frédéric Berthe et Pascal Serieis
  - La Nouvelle Guerre des boutons de Christophe Barratier
  - La Guerre des boutons de Yann Samuell

### Trophée de l'exploitant de l'année
Le jury exploitant de l'année, qui s’est réuni le 3 janvier 2012 au restaurant L’ARC Paris, était composé de : Anne-Françoise Bélier (Metropolitan Filmexport), Daniel Chabannes (Epicentre Films), Nathalie Cieutat (Wild Bunch Distribution), Henri Demoulin (Pathé Distribution), Aurélie Pierre (SND).
- Richard Derobert : cinéma Mégaroyal à Bourgoin-Jallieu
  - Jacques Frétel : cinéma Arvor et Ciné TNB à Rennes
  - Sylvain Pichon : cinéma Le Méliès à Saint-Étienne